# Liste der indischen Botschafter in Portugal
Dies ist eine Liste der indischen Botschafter in Portugal. Die Botschaft befindet sich in der Rua Pero da Covilha, 16 - Restelo Lissabon.

## Botschafter
| Ernannt / Akkreditiert | Leiter der Mission      | Bemerkungen                                    | ernannt von            | akkreditiert bei         | Posten verlassen |
| ---------------------- | ----------------------- | ---------------------------------------------- | ---------------------- | ------------------------ | ---------------- |
| 1. Sep. 1975           | Sisir Kumar Gupta       |                                                | Indira Gandhi          | Francisco da Costa Gomes | 30. Aug. 1977    |
| 14. Okt. 1977          | Pranab. Kumar Guha      |                                                | Morarji Desai          | António Ramalho Eanes    | 31. Aug. 1979    |
| 15. Okt. 1979          | Avadhuth Raoji Kakodkar |                                                | Chaudhary Charan Singh | António Ramalho Eanes    | 20. Apr. 1982    |
| 12. Juli 1982          | Sudarshan Kumar Bhutani |                                                | Indira Gandhi          | António Ramalho Eanes    | 12. Jan. 1984    |
| 4. Feb. 1984           | A. N. D. Haksar         | Aditya Narayan Dhairyasheel Haksar (* Gwalior) | Rajiv Gandhi           | António Ramalho Eanes    | 18. Aug. 1987    |
| 2. Sep. 1987           | Henry Austin            |                                                | Rajiv Gandhi           | Mário Soares             | 3. März 1990     |
| 12. März 1990          | Hardev Bhalla           |                                                | Chandra Shekhar        | Mário Soares             | 31. März 1994    |
| 1. Aug. 1994           | Surendra Kumar Arora    |                                                | P. V. Narasimha Rao    | Mário Soares             | 31. Juli 1996    |
| 6. Aug. 1996           | Sharad Kumar Bhatnagar  |                                                | H. D. Deve Gowda       | Jorge Sampaio            | 30. Nov. 2000    |
| 11. Dez. 2000          | Madhu Bhaduri           | Shrimati                                       | Atal Bihari Vajpayee   | Jorge Sampaio            | 30. Nov. 2003    |
| 7. Jan. 2004           | Vijaya Latha Reddy      | Botschafterin                                  | Manmohan Singh         | Jorge Sampaio            | 12. Dez. 2006    |
| 17. Dez. 2006          | Nilima Mitra            | Botschafterin                                  | Manmohan Singh         | Aníbal Cavaco Silva      | 30. Sep. 2008    |
| 20. Nov. 2008          | Primrose R. Sharma      | Botschafterin                                  | Manmohan Singh         | Aníbal Cavaco Silva      | 31. Jan. 2012    |